# Arcania: Fall of Setarrif
Arcania: Fall of Setarrif là bản mở rộng độc lập cho Arcania: Gothic 4. Game được phát hành vào ngày 25 tháng 10 năm 2011 sau một thời gian dài im lặng từ cả hai nhà phát hành và sau khi bị trì hoãn vô thời hạn vào tháng 3 năm 2011. Phiên bản này được Spellbound và JoWooD công bố vào ngày 9 tháng 12 năm 2010.

## Cốt truyện
Arcania: Fall of Setarrif gắn kết các kết thúc mở của câu chuyện trong bản game chính và thêm một chương nữa vào câu chuyện sử thi này. Sau khi con quỷ ám Vua Rhobar III bị trục xuất, nó tìm đường đến Setarrif để tìm một vật chủ mới. Ở Setarrif, nơi bị cắt đứt khỏi phần còn lại của hòn đảo, sự hỗn loạn và vô chính phủ lan nhanh chóng.
Vua Rhobar III gặp rắc rối bởi những sự thật này và sợ để mất thành phố và một số bạn đồng hành của mình, lúc đó đang ở Setarrif. Do đó, người anh hùng không tên được nhà vua phái đi và phải làm một cuộc hành trình đến Setarrif nhưng anh ta không hề hay biết gì về những hiểm họa nằm ngay trước mặt mình.

### Tổng quan
Một mối đe dọa mới đưa bóng của nó lên Quần đảo phía Nam (Southern Isles). Một con quỷ bí ẩn, bị hận thù nuốt chửng, khiến dân chúng khiếp sợ và dồn lực lượng của mình chống lại thành phố biển Setarrif. Tình hình kịch tính trở nên trầm trọng hơn sau một vụ phun trào núi lửa ở vùng núi gần đó. Sau đó, người anh hùng không tên gia nhập lực lượng với các đồng minh mạnh nhất của mình và can đảm đối mặt với mối đe dọa mới.

## Phát triển
Sự phát triển của add-on này bắt đầu vào khoảng giữa năm 2010, mặc dù nó đã được lên kế hoạch trước đó trong quá trình phát triển Arcania: Gothic 4. Với các vấn đề tài chính hiện tại của nhà phát hành, không có chi tiết nào khác được tiết lộ về sự phát triển của trò chơi. Người quản lý cộng đồng của JoWooD đã thông báo trên một trong những fansite rằng trailer đầu tiên sẽ ra mắt vào tháng 3 năm 2011.
Ngày 3 tháng 3 năm 2011, JoWooD Entertainment đã phát hành trang web chính thức và đoạn trailer đầu tiên cho add-on. Ngày 22 tháng 3 năm 2011, JoWooD Entertainment thông báo rằng bản mở rộng đã bị trì hoãn vô thời hạn vì các vấn đề pháp lý với BVT Games Fund III. Tuy nhiên, vào ngày 21 tháng 9 năm 2011, nhà phát hành mới, Nordic Games, đã thông báo rằng add-on này sẽ khả dụng vào ngày 25 tháng 10 năm 2011 cho Microsoft Windows.